# Josipa Vancaš
Josipa pl. Vancaš (Gračac, 26. travnja 1824. – 18. ožujka[nedostaje izvor] 1910.), poznata i kao majčica Ilira, okupljala je ilirske prvake u svojoj kući u Opatičkoj ulici. Prijateljstvo i pomoć Josipe Vancaš osjetili su mnogi ilirci, u njezinu domu nastajale su i ostvarivale se ilirske ideje, hrabrili se prvi literarni pokušaji ili se tek svraćalo na čašicu razgovora ili, u kaotičnim vremenim često potrebne, utjehe.

## Životopis
Josipa Vancaš rodila se 26. travnja 1821. u Gračacu u Lici. Ostavši zarana bez roditelja, dolazi u Zagreb, gdje je odgaja ujak kanonik Mihić, a poslije se tu i udala za zagrebačkoga protomedikusa Aleksu Vancaša. Vrancaš je u svojoj kući u Opatičkoj 21 (tada je nosila broj 67) okupljao ilirce, a Josipa se, oduševljeno prihvativši njihove ideje, pridružila tomu običaju, pokazavši se srdačnom domaćicom i podupirući duhovno i materijalno njihov entuzijazam.
U vrijeme okupljanja iliraca i buđenja nacionalne svijesti, u doba na koje je Janko Drašković zagrmio pozivom ponijemčenim „ilirskim kćerima“ da progovore hrvatskim jezikom, ženska potpora nije bila izolirana, ipak rijetka pojava svakako jest. I ako je Drašković duhovni začetnik ženskoga nacionalnog života koji će se ogledati u brojnim kasnijim društvima – čitaonicama, Narodnom domu, Narodnom muzeju, Matici ilirskoj, Josipa Vancaš pionirka je i okosnica ženskog osvješćivanja, okupljanja i učenja o vlastitu narodu. Ženski se odgovor ogleda na svim poljima kulturnog i materijalnog života i svakodnevice: odijevaju surke i na glave stavljaju poculice (takvu je Josipa darovala Narodnom muzeju), pjevaju hrvatske pjesme, njeguju narodne običaje, uče jezik i vode korespondenciju na hrvatskom, čitaju hrvatske časopise i knjige, a neke se okušavaju i u književnosti.
Sama Josipa, iako je književnost voljela i, nerijetko, doslovno hranila, nije imala literarnih pretenzija. Pisala je tek intimni dnevnik namijenjen sinu Josipu, a nakon njegove smrti unuku Nikici.
Istinska dobrotvorka mladih Ilira, svesrdno je pomagala i Ilirskoj čitaonici, Gospodarskom društvu, Narodnom muzeju i Matici ilirskoj (prvi su prilozi za osnivanje Matice skupljani u njezinu domu). Pomagala je rodoljubne i dobrotvorne akcije, sirotinju i siromašne đake. Zvali su je majčicom Ilira, narodnom našom vilom, prijateljicom književnosti, a zbog ljepote i zagorskom ružom, nježno je spominjali, voljeli je i cijenili.
Vancašica je pomagala prijateljima u potrebi u vlastitom domu i izvan njega. Kada je, primjerice, Mirko Bogović kao urednik Nevena dospio u zatvor zbog objavljivanja pjesme Domorodna utjeha Ivana Filipovića, kojega su zatvorili u isti taj varmeđijski zatvor u Opatičkoj ulici, nalazila je načina svakodnevno im slati novine, duhan i hranu, zbog čega su joj obojica napisala topla pisma zahvale.
U susjedstvo Opatičke ulice smjestila je i s jedne strane Lisinskog, a s druge teško bolesna Vraza. Prepiska s drugim svjedoči o duboku poštovanju koje je za nju osjećao i njezinu iskrenu suosjećanju s bolesnim sinom koji ju je, kao i Lisinski, prerano napustio.
Poznata je bila po uzrečici To bu prošlo – a drugo bu došlo, kojom je tješila bližnje, ali i u svojim je tragičnim prilikama često izgovarala. Sreća ju je naime često izdavala: sin Jurica umro je od šarlaha navršivši jedva četiri godine, kćer u 21. ostavivši dvoje djece, unuka umire već u drugoj godini i ostao joj je samo unučić Nikola. Suprug Aleksa umro je na imanju u Kostelu 1884., a i Nikica nekoliko mjeseci poslije u siječnju 1885. od trbušnog tifusa.
No nikakva nedaća nije pokolebala njezina nastojanja u dobročinstvu.
Dom Vrancaševih bila je i dom ilirskih ideja i iliraca koji su se tu okupljali, tražili i nalazili pomoć i prijatelje. U salonu Vancaševih Lisinski je skladao i prvi put slušao izvođenje svojih arija iz Ljubavi i zlobe (pjevala ih je Sidonija Rubido Erdödy), a mnogi je ovdje recitirao svoje literarne prvence pokazujući tako pripadnost ilirskom pokretu.
Svatko je od uvijek dobrodošlih gostiju bio dočekan kavom po vlastitu ukusu (u kući se nalazilo dvanaest strojeva za kuhanje kave!) i lulom i duvan-kesom, kojih je uvijek bilo točno na broj.
Tu su se svakodnevno sastajali Ljudevit Gaj, Dimitrije Demeter, Vjekoslav Babukić, Ljudevit Vukotinović, Stanko Vraz, poslije i Petar Preradović, Ivan Trnski, Vatroslav Lisinski, Bogoslav Šulek, Ivan Mažuranić, Ivan Kukuljević, Josip Juraj Strossmayer i niz manje poznatih ilirozanesenjaka.
Vrancaševi su često priređivali druženja i na dvoru Kostel. Uz druge uglednike najčešće su dolazili Ljudevit Vukotinović i Ivan Trnski, a česta je gošća na tim okupljanjima bila i karlovačka književnica Dragojla Jarnević. Vrancaševu je upoznala 1861. i ganuta tim prvim susretom u dnevnik je zapisala: „Već sam prije mnogo čula o Vrancaški. Da nije ova žena puna dobrote i miline i vrlo naobražena, ne bih se bila potrudila oko nje, već ako bi me htjela upoznati, morala bi ona doći do mene. Ali ovako sam već iz obzira na njenu dobrotu uputila se do nje… Ne samo što je dobra, već je i liepa, a liepo govori i hrvatski i nisam se mogla zasititi slušajući ju. Današnji dan nadoknadio mi je drugih trideset i zadovoljno ću leći na počinak osvjedočena da sam se razgovarala sa ženom rietke vriednosti.“

## Nagrada Josipa Vancaš
Inspirirana djelom ilirske mamice Josipe Vancaš, „ženom rijetke vrijednosti“, kako ju je nazvala njezina suvremenica Dragojla Jarnević, Zaklada Zamah iz Zagreba pokrenula je inicijativu za dodjelu nagrade za dobrotvorku godine. Nagradom se nastoji naglasiti važnost doprinosa žena kroz filantropiju u izgradnji zajednice.